# L8
53°34′55″ пн. ш. 4°36′20″ сх. д. / 53.582083° пн. ш. 4.605556° сх. д.
L8 — комплекс газових родовищ у нідерландському секторі Північного моря, який розроблявся через спільні виробничі потужності.

## Опис
Всі родовища групи виявлені у пісковиках формації Нижній Слохтерен, на які перетворились сформовані в пустельних умовах дюни та річкові наноси пермського періоду. Відкриття відбулись у 1972-му (родовище L8-A, розвідувальна свердловина L8-1), 1984-му (L8-G, свердловина L8-5), 1986-му (L8-H, свердловина L8-9), 1992-му (L8-P, свердловина L8-13) та 1998-му (L8-A-West, свердловина L8-14).
На першому етапі в 1988 році у розробку ввели родовища L8-G, L8-A та L8-H. На кожному з них встановили по платформі, проте лише L8-G мала виробничі потужності з осушки газу та передбачала розміщення до 31 особи з числа обслуговчого персоналу. Дві інші платформи виконали дистанційно керованими, при цьому продукція з L8-H по трубопроводу діаметром 200 мм подавалась на розташовану поруч L8-A, від якої до L8-G проклали трубопровід такого ж діаметру довжиною 10 км.
У 1994-му ввели в розробку L8-P, яке також обладнали дистанційно керованою платформою, з‘єднаною з L8-A газопроводом діаметром 200 мм та довжиною 7,5 км, а також лінією для зворотньої подачі на родовище хімікатів (метанолу).
Третій етап розробки розпочався у 2000 році, коли до видобутку залучили родовище L8-A-West. Його освоїли у підводному варіанті та сполучили трубопроводом діаметром 150 мм та довжиною 10,2 км з новою виробничою платформою L8-P4, котра передбачала розміщення до 16 осіб з числа обслуговуючого персоналу. На останню також передали обслуговування родовища L8-P, для чого проклали трубопровід діаметром 300 мм та довжиною 2,8 км.
Видача продукції з L8-G відбувалась на платформу L11b-A (родовище L11b) через перемичку діаметром 350 мм та довжиною 14,4 км, тоді як платформа L8-P4 була під'єднана до газопровідної системи Noordgastransport (NGT) трубопроводом діаметром 400 мм та довжиною 28 км.
Для максимізації видобутку шляхом зниження тиску на усті свердловин обидві виробничі платформи обладнали компресорами.
В 2006 році на платформу L8-P4 почалась подача продукції з родовища L5-C, а у 2015-му — з родовища L6-B. Це дозволяло використати недозавантажені потужності, оскільки родовища групи L8 швидко вичерпувались — так, у 2003 році видобуток із під'єднаних до L8-P4 та L8-P покладів становив 0,865 та 0,104 млрд м3 відповідно, а у 2016-му вже лише 0,083 та 0,030 млрд м3.